# Ronde van Luxemburg 2009
De Ronde van Luxemburg 2009 (Luxemburgs: Tour de Luxembourg 2009) werd gehouden van 3 juni tot en met 7 juni in Luxemburg. Het was de 69ste editie van deze rittenkoers, die deel uitmaakte van de UCI Europe Tour 2009. Titelverdediger was de Nederlander Joost Posthuma. De ronde telde vier etappes, en werd voorafgegaan door een proloog. Van de 135 gestarte renners bereikten 84 de eindstreep in Luxemburg.

## Etappe-overzicht
| etappe  | datum  | start       | finish      | afstand  | winnaar           |
| ------- | ------ | ----------- | ----------- | -------- | ----------------- |
| Proloog | 3 juni | Luxemburg   | Luxemburg   | 2.70 km  | Grégory Rast      |
| 1e      | 4 juni | Luxemburg   | Mondorf     | 157.4 km | Danilo Napolitano |
| 2e      | 5 juni | Schifflange | Differdange | 187.9 km | Andy Schleck      |
| 3e      | 6 juni | Wiltz       | Diekirch    | 185.3 km | Fränk Schleck     |
| 4e      | 7 juni | Mersch      | Luxemburg   | 160.4 km | Matti Breschel    |

## Etappe-uitslagen

### Proloog
| Luxemburg – Luxemburg (2.659 km) |                 |                |          |
| Plaats                           | Naam            | Ploeg          | Tijd     |
| Winnaar                          | Grégory Rast    | Astana         | 0h03'46" |
| 2                                | Jonathan Hivert | Skil-Shimano   | +00' 02" |
| 3                                | Romain Feillu   | Agritubel      | +00' 04" |
| 4                                | Asan Bazajev    | Astana         | +00' 05" |
| 5                                | Gustav Larsson  | Team Saxo Bank | +00' 06" |
|                                  |                 |                |          |
| 19                               | Nico Sijmens    | Cofidis        | +00' 11" |
| 23                               | Koen de Kort    | Skil-Shimano   | +00' 12" |

### 1e etappe
| Luxemburg – Mondorf-les-Bains (157.4 km) |                      |                    |          |
| Plaats                                   | Naam                 | Ploeg              | Tijd     |
| Winnaar                                  | Danilo Napolitano    | Team Katjoesja     | 3h48'29" |
| 2                                        | Steven Caethoven     | Agritubel          | z.t.     |
| 3                                        | Tom Veelers          | Skil-Shimano       | z.t.     |
| 4                                        | Romain Feillu        | Agritubel          | z.t.     |
| 5                                        | Tiziano Dall'Antonia | CSF Group-Navigare | z.t.     |

### 2e etappe
| Schifflange – Differdange (187.9 km) |                   |                   |          |
| Plaats                               | Naam              | Ploeg             | Tijd     |
| Winnaar                              | Andy Schleck      | Team Saxo Bank    | 5h00'46" |
| 2                                    | Matti Breschel    | Team Saxo Bank    | z.t.     |
| 3                                    | Aitor Galdos      | Euskaltel-Euskadi | z.t.     |
| 4                                    | Marco Marcato     | Vacansoleil       | z.t.     |
| 5                                    | Geoffroy Lequatre | Agritubel         | z.t.     |
|                                      |                   |                   |          |
| 23                                   | Maxime Vantomme   | Team Katjoesja    | +00' 27" |
| 25                                   | Koen de Kort      | Skil-Shimano      | z.t.     |

### 3e etappe
| Wiltz – Diekirch (185.3 km) |                    |                         |          |
| Plaats                      | Naam               | Ploeg                   | Tijd     |
| Winnaar                     | Fränk Schleck      | Team Saxo Bank          | 4h43'31" |
| 2                           | Andreas Klöden     | Astana                  | +00' 06" |
| 3                           | Matti Breschel     | Team Saxo Bank          | +01' 39" |
| 4                           | Marco Marcato      | Vacansoleil             | z.t.     |
| 5                           | Gustav Larsson     | Team Saxo Bank          | z.t.     |
|                             |                    |                         |          |
| 11                          | Sébastien Delfosse | Landbouwkrediet-Colnago | +02' 06" |
| 46                          | Gerben Löwik       | Vacansoleil             | +05' 49" |

### 4e etappe
| Mersch – Luxemburg (160.4 km) |                    |                         |          |
| Plaats                        | Naam               | Ploeg                   | Tijd     |
| Winnaar                       | Matti Breschel     | Team Saxo Bank          | 4h15'02" |
| 2                             | Aljaksandr Oesaw   | Cofidis                 | z.t.     |
| 3                             | Marco Marcato      | Vacansoleil             | z.t.     |
| 4                             | Geoffroy Lequatre  | Agritubel               | z.t.     |
| 5                             | Aitor Galdos       | Euskaltel-Euskadi       | z.t.     |
|                               |                    |                         |          |
| 9                             | Koen de Kort       | Skil-Shimano            | z.t.     |
| 13                            | Sébastien Delfosse | Landbouwkrediet-Colnago | +00' 06" |

## Eindklassementen
| Plaats    | Naam                 | Ploeg                   | Tijd      |
| --------- | -------------------- | ----------------------- | --------- |
| Gele trui | Fränk Schleck        | Team Saxo Bank          | 17u51'49" |
| 2         | Andreas Klöden       | Astana                  | +00' 10"  |
| 3         | Marco Marcato        | Vacansoleil             | +01' 32"  |
| 4         | Matti Breschel       | Team Saxo Bank          | +01' 34"  |
| 5         | Asan Bazajev         | Astana                  | +01' 59"  |
| 6         | Matteo Carrara       | Vacansoleil             | +02' 13"  |
| 7         | Gustav Larsson       | Team Saxo Bank          | +02' 17"  |
| 8         | Emanuele Vona        | ISD                     | z.t.      |
| 9         | Domenico Pozzovivo   | CSF Group-Navigare      | +02' 20"  |
| 10        | Amets Txurruka       | Euskaltel-Euskadi       | +02' 24"  |
| 11        | Andy Schleck         | Team Saxo Bank          | +02' 32"  |
| 12        | Federico Canuti      | CSF Group-Navigare      | +02' 39"  |
| 13        | Chris Anker Sørensen | Team Saxo Bank          | +02' 43"  |
| 14        | Sébastien Delfosse   | Landbouwkrediet-Colnago | z.t.      |
| 15        | Ruslan Pidgornyy     | ISD                     | +03' 15"  |
|           |                      |                         |           |
| 42        | Gerben Löwik         | Vacansoleil             | +07' 50"  |

| Plaats      | Naam           | Ploeg          | Punten |
| ----------- | -------------- | -------------- | ------ |
| Blauwe trui | Matti Breschel | Team Saxo Bank | 49     |
| 2           | Marco Marcato  | Vacansoleil    | 38     |
| 3           | Romain Feillu  | Agritubel      | 31     |
|             |                |                |        |
| 19          | Koen de Kort   | Skil-Shimano   | 1      |

| Plaats      | Naam              | Ploeg               | Punten |
| ----------- | ----------------- | ------------------- | ------ |
| Groene trui | Aljaksandr Oesaw  | Cofidis             | 25     |
| 2           | Silvère Ackermann | Vorarlberg-Corratec | 21     |
| 3           | Sébastien Portal  | Cofidis             | 18     |
|             |                   |                     |        |
| 20          | Nico Sijmens      | Cofidis             | 2      |

| Plaats | Ploeg              | Tijd      |
| ------ | ------------------ | --------- |
|        | Team Saxo Bank     | 53u38'51" |
| 2      | Astana             | +03' 24"  |
| 3      | CSF Group-Navigare | +04' 02"  |

1935 · 
1936 · 
1937 · 
1938 · 
1939 · 
1940 · 
1941 · 
1942 · 
1943 · 
1944 · 
1945 · 
1946 · 
1947 · 
1948 · 
1949 · 
1950 · 
1951 · 
1952 · 
1953 · 
1954 · 
1955 · 
1956 · 
1957 · 
1958 · 
1959 · 
1960 · 
1961 · 
1962 · 
1963 · 
1964 · 
1965 · 
1966 · 
1967 · 
1968 · 
1969 · 
1970 · 
1971 · 
1972 · 
1973 · 
1974 · 
1975 · 
1976 · 
1977 · 
1978 · 
1979 · 
1980 · 
1981 · 
1982 · 
1983 · 
1984 · 
1985 · 
1986 · 
1987 · 
1988 · 
1989 · 
1990 · 
1991 · 
1992 · 
1993 · 
1994 · 
1995 · 
1996 · 
1997 · 
1998 · 
1999 · 
2000 · 
2001 · 
2002 · 
2003 · 
2004 · 
2005 · 
2006 · 
2007 · 
2008 · 
2009 · 
2010 · 
2011 · 
2012 · 
2013 · 
2014 ·
2015 ·
2016 ·
2017 ·
2018 ·
2019 ·
2020 ·
2021 · 2022 · 2023 · 2024